# Leptogaster rufithorax
Leptogaster rufithorax là một loài ruồi trong họ Asilidae. Leptogaster rufithorax được Meijere miêu tả năm 1913. Loài này phân bố ở miền Australasia.